# Odontosoria africana
Odontosoria africana är en ormbunkeart som beskrevs av Harvey Eugene Ballard. Odontosoria africana ingår i släktet Odontosoria och familjen Lindsaeaceae. Inga underarter finns listade.